# Телевидение в Таиланде
Телевидение в Таиланде ведётся с 24 июня 1955 года. Цветные телепередачи (PAL, система в 625 строк) были начаты в 1969 году. Полностью цветные передачи начали вещать в 1975 году.
В настоящее время  в Таиланде существует 6 бесплатных телеканалов. Работает спутниковое телевидение через спутники связи "Тайком".

## Провайдеры телевидения
В стране действует эфирное, спутниковое вещание, телевизионное вещание по интернету. Подписчикам доступны функции: гид программ передач (EPG), видео по запросу (VОD), телевидение высокой четкости (в формате HD), интерактивное телевидение через красную кнопку. Lля получения этих услуг пользователи используют  ресивер цифрового телевидения . Просмотра ТВ из интернета не контролируется тайским правительством.
| Провайдер         | Тип                                    | № вещательного канала                      | ВпЗ | HD | Красная кнопка | Всё ещё работает? | Передача                               |
| ----------------- | -------------------------------------- | ------------------------------------------ | --- | -- | -------------- | ----------------- | -------------------------------------- |
| Цифровое наземное | Бесплатное по воздуху                  | 20                                         | Да  | Да | Да             | Да                | Цифровое эфирное телевидение           |
| TrueVisions       | Бесплатное и платное                   | Около 200 (ТВ и радио)                     | Да  | Да | Да             | Да                | Цифровое спутниковое, кабельное и IPTV |
| AIS Play          | Бесплатное и платное                   | Около 100                                  | Да  | Да | Да             | Да                | IPTV                                   |
| GMM Z             | Бесплатное (ранее был платный вариант) | Около 150                                  | Да  | Да | Да             | Да                | Цифровое спутниковое и IPTV            |
| PSI               | Бесплатное (ранее был платный вариант) | Около 150 (C-диапазон)/100 (Ku-диапазон)   | Нет | Да | Да             | Да                | Цифровое спутниковое                   |
| IPM               | Бесплатное                             | Около 100                                  | Нет | Да | Да             | Да                | Цифровое спутниковое                   |
| Good TV           | Бесплатное и платное                   | Около 100 (В том числе 11 платных каналов) | Нет | Да | Да             | Да                | Цифровое спутниковое                   |

## Аналоговое эфирное телевидение
В настоящее время в Таиланде доступно традиционное эфирное телевизионное вещание, которое постепенно вытесняется цифровыми провайдерами. В Таиланде работают 6 каналов вещания, три из них государственных-принадлежат компании  MCOT, 2 телевизионных канала НБТ и Тайскоей ПБС полностью принадлежат правительству. Аналогового наземное ТВ будет выключено после перехода на цифровое вещание, которой, как ожидается, будет завершено к 2020 году в соответствии с рекомендациями АСЕАН. Областное телевидение прекратило вещание в 1988 году. 
| Название  | Сеть                                           | Владелец                                                                                    | Дата запуска        | Канал (Бангкок) | Канал (Цифровой) | Зона вещания | Территория вещания | Часы вещания                 | Ранее известно как                                          | Конец аналогового         |
| --------- | ---------------------------------------------- | ------------------------------------------------------------------------------------------- | ------------------- | --------------- | ---------------- | ------------ | ------------------ | ---------------------------- | ----------------------------------------------------------- | ------------------------- |
| Channel 3 | Bangkok Entertainment Co., Ltd.                | Bangkok Entertainment Co., Ltd., MCOT                                                       | 26 марта 1970 года  | 3 (МВ) 32 (ДМВ) | 33 (HDTV)        | Бангкок      | Бангкок            | 24 часа                      |                                                             | 26 марта 2020 (00:01)     |
| Channel 5 | Радио и телевидение Королевской армии Таиланда | Королевская армия Таиланда                                                                  | 25 января 1958 года | 5 (МВ)          | 5 (HDTV)         | Бангкок      | Бангкок            | 5:00 – 1:00 (следующего дня) | HSATV Channel 7                                             | 21 июня 2018 (09:29)      |
| Channel 7 | Bangkok Broadcasting & T.V. Company Limited    | Bangkok Broadcasting & T.V. Company Limited, Радио и телевидение Королевской армии Таиланда | 27 ноября 1967 года | 7 (МВ)          | 35 (HDTV)        | Бангкок      | Бангкок            | 24 часа                      |                                                             | 17 июня 2018 (00:00)      |
| MCOT HD   | MCOT Public Company Limited                    | MCOT Public Company Limited                                                                 | 24 июня 1955 года   | 9 (МВ)          | 30 (HDTV)        | Бангкок      | Бангкок            | 24 часа                      | TTV Channel 4, TTV Channel 9, MCOT Channel 9 и Modernine TV | 16 июля 2018 года (18:30) |
| NBT       | NBT                                            | Правительственный отдел по связям с общественностью аппарата премьер-министра               | 11 июля 1988 года   | 11 (МВ)         | 2 (HDTV)         | Бангкок      | Бангкок            | 4:00 утра – 00:00            | TVT 11                                                      | 16 июля 2018 (00:00)      |
| Thai PBS  | Thai PBS                                       | Тайская служба общественного вещания                                                        | 1 июля 1996 года    | 29 (ДМВ)        | 3 (HDTV)         | Бангкок      | Бангкок            | 5:00 – 1:00 (следующего дня) | ITV, TITV, TPBS, TV Thai                                    | 16 июня 2018 года (00:00) |

## Цифровое телевидение
В 2005 году Министерство информации объявило свой план по цифровизации всей страны по FTA ТВ вещанию MCOT. Пробное вещание было проведено в Бангкоке на тысячу домохозяйств с декабря 2000 по май 2001 года. Цифровое эфирное телевизионное вещание началась с апреля 2014 года. С 1998 года в Таиланде действует система спутникового телевидения оператора Thaicom. Работает также кабельное телевидение.
Телевизионное спутниковое вещание проводится через спутники связи кампании "Тайком"  C и Ku-диапазонов вещания. С 1993 года кампания "Тайком" запустила 8 спутников: THAICOM 1, THAICOM 2 и THAICOM 3 (отключены), THAICOM 4 (более известный как IPSTAR), THAICOM 5, THAICOM 6, THAICOM 7 и THAICOM 8 находятся в эксплуатации.

## Популярность наземных телевизионных станций
Доля аудитории каждого эфирного канала в Таиланде показана в первой таблице. Вторая таблица показывает долю каждого канала ТВ в рекламных расходах.
Доля аудитории:
| TV станция (оператор) | 2005 | 2006 | 2007 | 2008 | 2009 | 2010 | 2011 1H |
| --------------------- | ---- | ---- | ---- | ---- | ---- | ---- | ------- |
| BBTV CH7              | 42.4 | 41.3 | 42.0 | 44.7 | 45.4 | 43.8 | 47.5    |
| TV3                   | 24.5 | 25.6 | 29.5 | 26.8 | 27.7 | 29.5 | 29.0    |
| TV5                   | 8.1  | 7.3  | 6.7  | 7.6  | 8.6  | 8.0  | 6.9     |
| Modernine TV          | 10.3 | 10.2 | 9.2  | 9.6  | 9.9  | 9.7  | 9.2     |
| NBT                   | 2.9  | 3.0  | 2.4  | 4.9  | 3.4  | 3.4  | 2.4     |
| Thai PBS              | 11.8 | 12.6 | 10.2 | 6.1  | 4.9  | 5.6  | 5.0     |

Доля рынка - расходы на ТВ-рекламу : 
| TV Station (Operator) | 2005 | 2006 | 2007 | 2008 | 2009 | 2010 | 2011 1H |
| --------------------- | ---- | ---- | ---- | ---- | ---- | ---- | ------- |
| BBTV CH7              | 28.0 | 27.4 | 27.7 | 31.0 | 28.0 | 31.0 | 31.7    |
| TV3                   | 20.8 | 22.2 | 22.5 | 28.0 | 28.0 | 27.0 | 27.0    |
| TV5                   | 16.5 | 16.0 | 15.9 | 20.0 | 20.0 | 18.0 | 17.7    |
| Modernine TV          | 13.9 | 14.4 | 14.5 | 17.0 | 19.0 | 20.0 | 20.0    |
| NBT                   | 2.3  | 2.8  | 2.6  | 4.0  | 4.0  | 4.0  | 3.6     |
| Thai PBS              | 18.5 | 17.3 | 16.9 | 0    | 0    | 0    | 0       |

## Программы

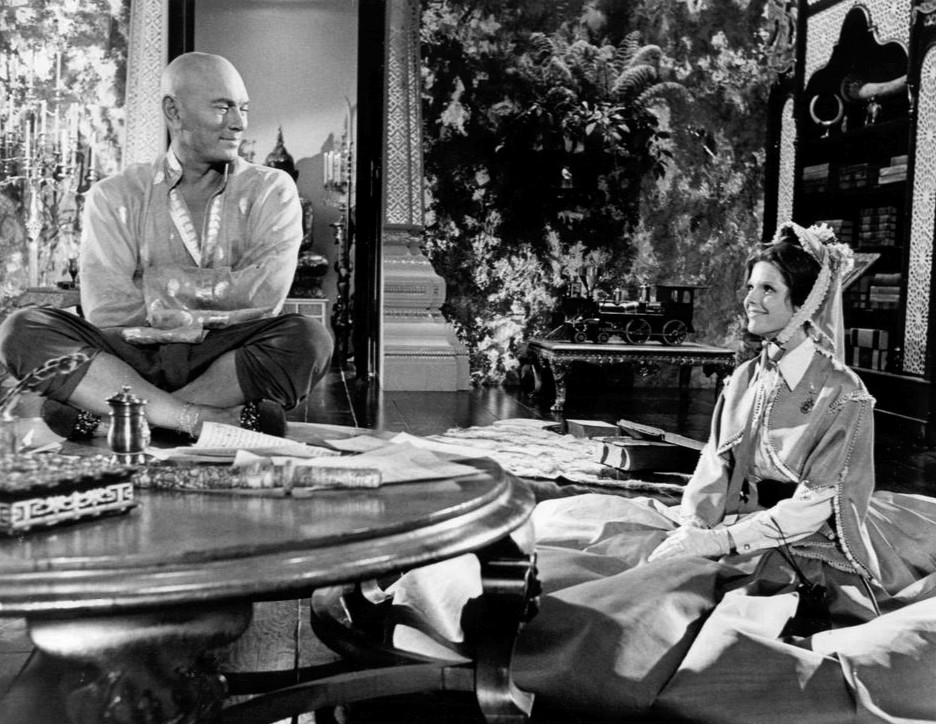
Сцена из телевизионного сериала "Анна и король"

В Таиланде на телевидении  популярны мыльные оперы. Их обычно показывают каждый вечер на тайских телеканалах с 20:30. Каждая серия представляет собой законченный сюжет. Сериал продолжается около трёх месяцев.  Тайские мыльные оперы имеют шаблонные персонажи и сюжеты. Долгое время на телевидении шёл американский сериал "Анна и король" (1972), британский сериал "Пробел года" (2017), южнокорейское реалити-шоу "Друзья", тайский телевизионный сериал для подростков "Сплетница" (тайск. กอสซิป เกิร์ล ไทยแลนด์) и др.